# Гільєрмо Очоа
Франісіско Гільєрмо «Мемо» Очоа Маганья (ісп. Francisco Guillermo "Memo" Ochoa Magaña, нар. 13 липня 1985, Гвадалахара) — мексиканський футболіст, воротар португальського клубу АВС і збірної Мексики.

## Клубна кар'єра
У дорослому футболі дебютував 2004 року виступами за команду клубу «Америка», в якій провів сім сезонів, взявши участь у 211 матчах чемпіонату. Більшість часу, проведеного у складі «Америки», був основним голкіпером команди. Відзначався досить високою надійністю, пропускаючи в іграх чемпіонату в середньому менше одного голу за матч.
До складу клубу «Аяччо» приєднався влітку 2011 року і протягом трьох сезонів був основним воротарем корсиканців, прте за підсумками сезону 2013/14 клуб зайняв останнє 20 місце і вилетів з Ліги 1. Свій останній матч за клуб Гільєрмо Очоа провів 17 травня 2014 року проти «Сент-Етьєна» (1:3). Після офіційного уходу Очоа з «Аяччо» французький клуб на своїй інтернет-сторінці подякував мексиканцю за три роки чудових виступів.

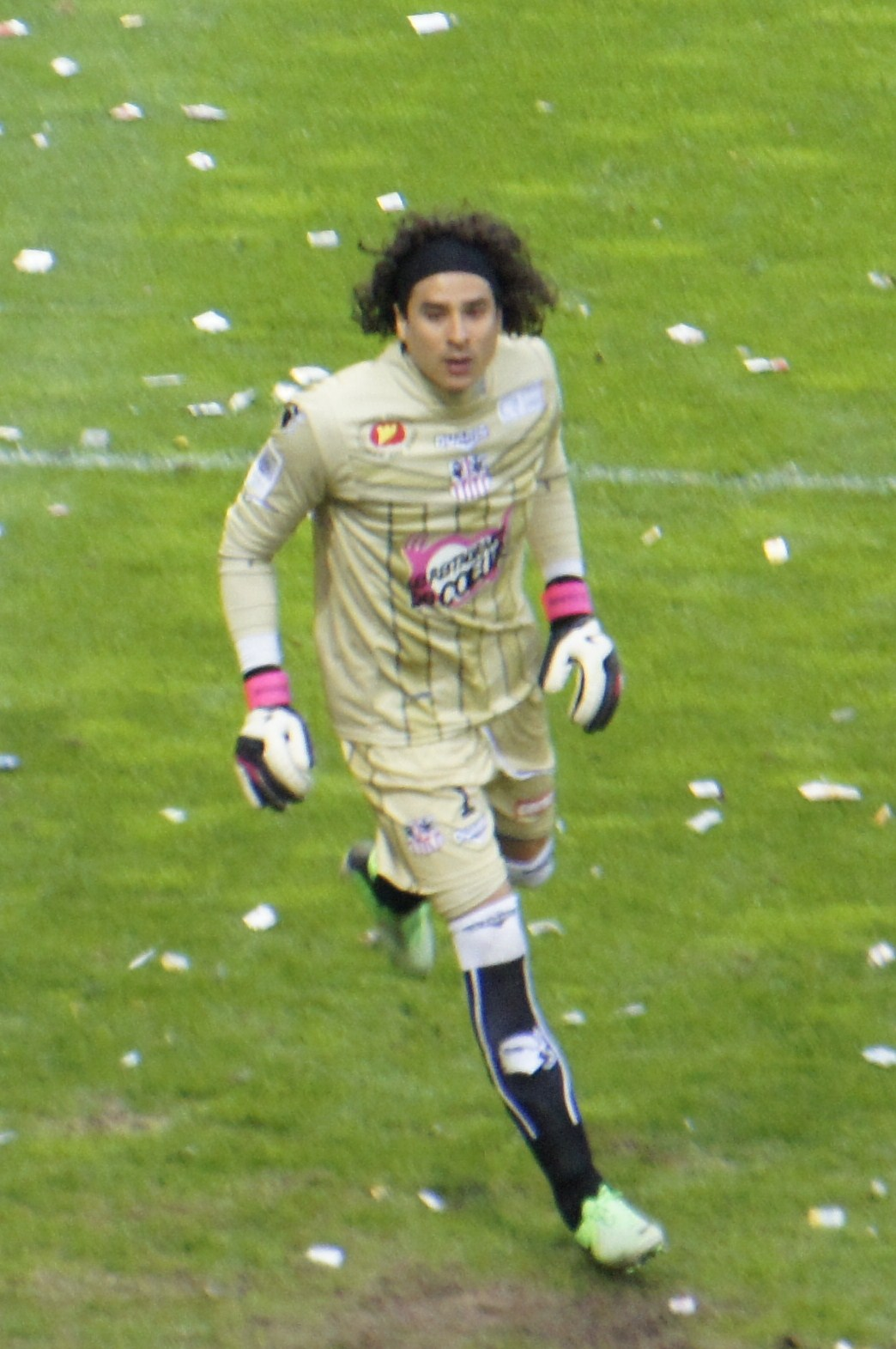
Гільєрмо Очоа під час виступів за «Аяччо». 2013 рік.

1 серпня 2014 року Очоа на правах вільного агента підписав контракт з іспанською «Малагою», проте програв конкуренцію в основі Карлосу Камені, через що протягом першого сезону виходив на поле лише в рамках кубка Іспанії, відігравши 5 матчів. У другому сезоні мексиканець також залишався дублером Камені і лише 5 березня 2016 року дебютував у Ла-Лізі, в грі проти «Депортіво Ла-Корунья», замінивши травмованого камерунця на 36-й хвилині матчу. До кінця сезону зіграв у 11 матчах чемпіонату, втім після відновлення Камені знову перестав бути основним воротарем.
22 липня 2016 року Очоа на правах оренди перейшов у «Гранаду». 20 серпня в матчі проти «Вільярреала» він дебютував за нову команду. У новій команді Очоа став стабільним основним воротарем, відігравши без замін в усіх матчах. Втім результати команди були дуже слабкими, команда здобула лише чотири перемоги у сезоні, а Очоа встановив рекорд за найбільшою кількістю пропущених голів в одному сезоні в Ла-Ліги — 82 м'ячі, перевершивши антирекорд воротаря «Саламанки» Хосе Ігнасіо Айспуруа, що у сезоні 1995/96 роках пропустив 78 м'ячів. Незважаючи на це у кінці сезону Очоа був обраний гравцем сезону «Гранади» за версією уболівальників клубу.
Контракт із «Малагою» закінчився в кінці червня і гравець став вільним агентом. 9 липня 2017 року було оголошено про підписання дворічного контракту Очоа з бельгійським «Стандардом», вигравши в першому ж сезоні з командою Кубок Бельгії. Відіграв за команду з Льєжа 86 матчів в усіх турнірах.
2019 року повернувся на батьківщину, ставши гравцем «Америки».

## Виступи за збірні
Протягом 2004—2008 років залучався до складу олімпійською збірної Мексики. У 2004 році у її складі взяв участь у Олімпійських іграх у Афінах. На турнірі він був запасним і на поле так і не вийшов.
14 грудня 2005 року дебютував в офіційних іграх у складі національної збірної Мексики у товариському матчі проти Угорщини (2:0). Наступного року поїхав з командою на чемпіонат світу 2006 у Німеччині, де був лише третім воротарем і на поле не виходив.
2007 року став основним воротарем збірної і зіграв з командою на Золотому кубку КОНКАКАФ 2007 у США, де провів одну гру і разом з командою здобув «срібло», а також на Кубку Америки 2007 у Венесуелі, на якому команда здобула бронзові нагороди, а Очоа зіграв у трьох іграх, в тому числі в переможному матчі за 3-тє місце з Уругваєм (3:1).
Через два роки поїхав на наступний розіграш Золотого кубка КОНКАКАФ 2009 у США. На турнірі зіграв у всіх іграх, здобувши з командою титул континентального чемпіона. Втім на чемпіонаті світу 2010 у ПАР Очоа несподівано не зіграв жодної гри, оскільки тренер Хав'єр Агірре зробив ставку на ветерана Оскара Рохаса. Після «мундіалю» Рохас закінчив міжнародну кар'єру і Очоа знову став стабільним гравцем основи.
Після матчу першого туру групового етапу Золотого кубка КОНКАКАФ 2011 проти збірної Сальвадору (5:0) Очоа разом з ще чотирма футболістами національної команди був відсторонений від участі у іграх за позитивну допінг-пробу. Через місяць, так і не взявши більш участі в жодному з наступних матчів турніру, що закінчився для мексиканців завоюванням трофея, Очоа був виправданий. Місяць під загрозою дискваліфікації ледь не коштував Гільєрмо зриву підписання контракту з клубом «Аяччо».

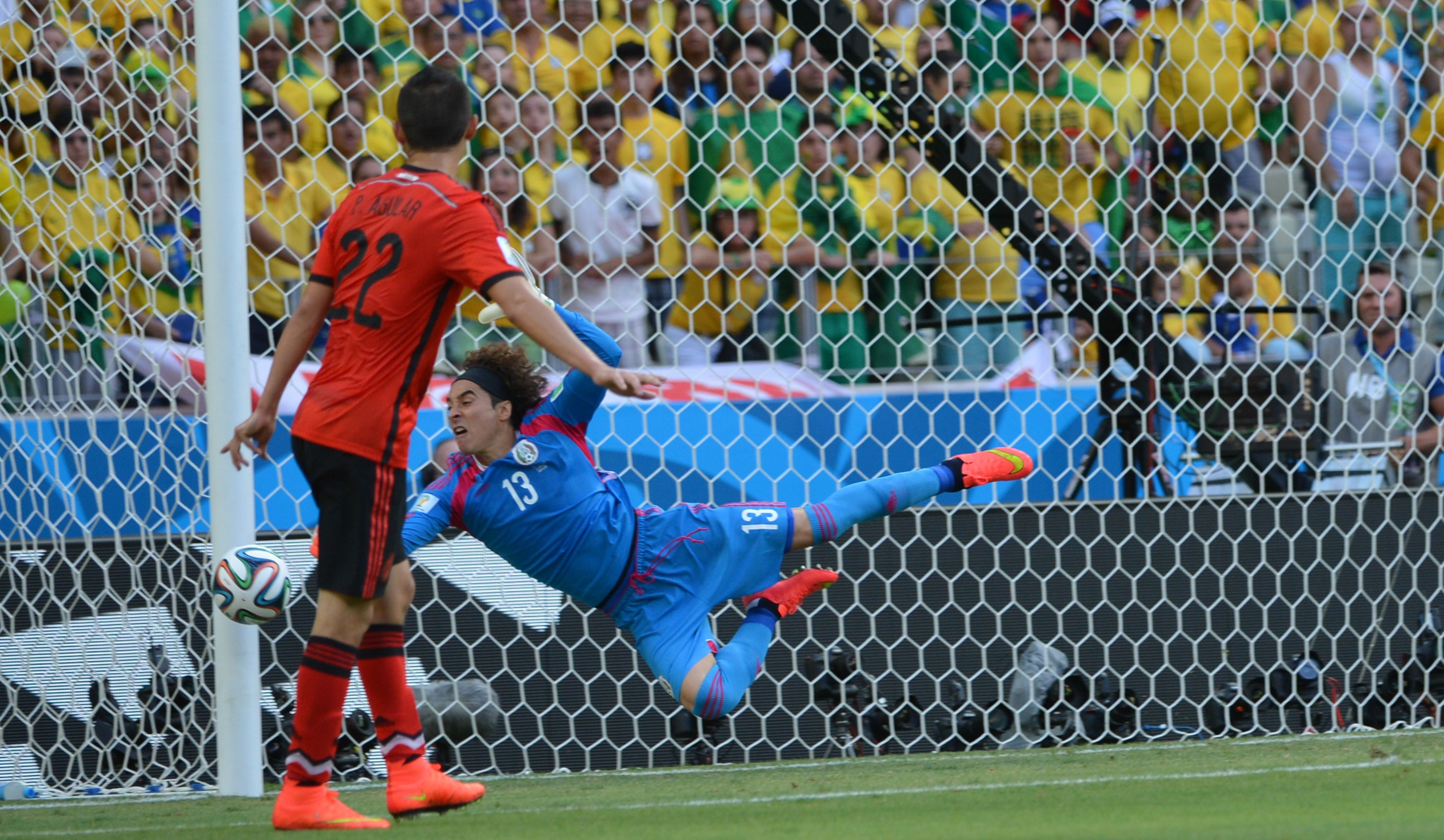
Очоа у матчі Бразилія — Мексика, чемпіонат світу 2014 року

Згодом Очоа взяв участь у Кубку Конфедерацій 2013 у Бразилії, а наступного року поїхав на третій поспіль для себе чемпіонату світу 2014 року у Бразилії. 13 червня 2014 року Гільєрмо дебютував на чемпіонатах світу, вийшовши у стартовому складі збірної Мексики на перший матч своєї команди проти команди Камеруну, в якому «El Tri» здобули перемогу з рахунком 1:0. 17 червня, в матчі проти господарів турніру, збірної Бразилії, мексиканський воротар відбив 8 ударів по своїх воротах, внісши визначальний внесок у підсумкову нічию (0:0). Очоа був визнаний найкращим гравцем цього матчу та, зокрема, удостоївся похвали головного тренера бразильців Луїса Феліпе Сколарі, назвав гру мексиканця «дивовижної». У матчі 1/8 фіналу проти Нідерландів, де мексиканці поступились після сумнівного пенальті на 91 хвилині, Очоа також зробив кілька важливих сейвів, за що вдруге був названий «гравцем матчу» на турнірі.
У 2015 році Очоа втретє у своїй кар'єрі став володарем Золотого кубка КОНКАКАФ. На турнірі він зіграв у матчах проти збірних Куби, Гватемали, Тринідаду і Тобаго, Коста-Рики, Панами Ямайки.
У 2016 році Очоа взяв участь у ювілейному Кубку Америки у США. На турнірі він зіграв у матчах проти команд Ямайки та Чилі. У поєдинку проти чилійців Гільєрмо пропустив сім м'ячів.
Очоа взяв участь у чотирьох з п'яти матчів своєї команди на Кубку конфедерацій 2017 року у Росії: на груповій стадії проти збірних Португалії (2:2) Росії (2:1), в 1/2 фіналу проти Німеччині (1:4) і в матчі за 3-тє місце проти Португалії (1:2), в першому таймі якого зміг відбити пенальті, призначений після відеоповтору. Втім мексиканці все ж поступились 1:2 і не здобули медалі.
Наступного року потрапив у заявку на четвертий поспіль чемпіонат світу 2018 року у Росії. А ще за рік на Золотому кубку КОНКАКАФ 2019 року здобуває свій четвертий титул чемпіона Північної Америки.
| Дата       | Місто                       | Господарі      | Результат               | Гості                | Турнір                                   | Голи | Примітки |
| ---------- | --------------------------- | -------------- | ----------------------- | -------------------- | ---------------------------------------- | ---- | -------- |
| 04-09-2011 | Барселона                   | Мексика        | 1 – 0                   | Чилі                 | товариський матч                         | -    |          |
| 29-02-2012 | Маямі-Ґарденс               | Мексика        | 0 – 2                   | Колумбія             | товариський матч                         | -2   |          |
| 31-05-2012 | Чикаго                      | Мексика        | 2 – 1                   | Боснія і Герцеговина | товариський матч                         | -1   |          |
| 15-08-2012 | Мехіко                      | Мексика        | 0 – 1                   | США                  | товариський матч                         | -1   |          |
| 22-03-2013 | Сан-Педро-Сула              | Гондурас       | 2 – 2                   | Мексика              | Відбір до ЧС 2014                        | -2   |          |
| 26-03-2013 | Мехіко                      | Мексика        | 0 – 0                   | США                  | Відбір до ЧС 2014                        | -    | кап.     |
| 22-06-2013 | Белу-Оризонті               | Японія         | 1 – 2                   | Мексика              | Кубок Конфедерацій                       | -1   | 90+5'    |
| 11-10-2013 | Мехіко                      | Мексика        | 2 – 1                   | Панама               | Відбір до ЧС 2014                        | -1   |          |
| 15-10-2013 | Сан-Хосе                    | Коста-Рика     | 2 – 1                   | Мексика              | Відбір до ЧС 2014                        | -2   |          |
| 05-03-2014 | Мехіко                      | Мексика        | 0 – 0                   | Нігерія              | товариський матч                         | -    |          |
| 28-05-2014 | Мехіко                      | Мексика        | 3 – 0                   | Ізраїль              | товариський матч                         | -    | 73'      |
| 31-05-2014 | Мехіко                      | Мексика        | 3 – 1                   | Еквадор              | товариський матч                         | -1   |          |
| 06-06-2014 | Фоксборо (Массачусетс)      | Мексика        | 0 – 1                   | Португалія           | товариський матч                         | -1   | 46'      |
| 13-06-2014 | Натал (Ріу-Гранді-ду-Норті) | Мексика        | 1 – 0                   | Камерун              | ЧС 2014 - 1-й етап                       | -    |          |
| 17-06-2014 | Форталеза                   | Бразилія       | 0 – 0                   | Мексика              | ЧС 2014 - 1-й етап                       | -    |          |
| 23-06-2014 | Ресіфі                      | Хорватія       | 1 – 3                   | Мексика              | ЧС 2014 - 1-й етап                       | -1   |          |
| 29-06-2014 | Форталеза                   | Нідерланди     | 2 – 1                   | Мексика              | ЧС 2014 - 1/8 фіналу                     | -2   |          |
| 06-09-2014 | Санта-Клара                 | Чилі           | 0 – 0                   | Мексика              | товариський матч                         | -    |          |
| 09-10-2014 | Тустла-Ґутьєррес            | Мексика        | 2 – 0                   | Гондурас             | товариський матч                         | -    |          |
| 12-11-2014 | Амстердам                   | Нідерланди     | 2 – 3                   | Мексика              | товариський матч                         | -2   | 90+4'    |
| 27-06-2015 | Орландо                     | Мексика        | 2 – 2                   | Коста-Рика           | товариський матч                         | -2   |          |
| 01-07-2015 | Х'юстон                     | Мексика        | 0 – 0                   | Гондурас             | товариський матч                         | -    |          |
| 09-07-2015 | Чикаго                      | Мексика        | 6 – 0                   | Куба                 | Кубок КОНКАКАФ 2015 - 1-й етап           | -    |          |
| 12-07-2015 | Глендейл                    | Гватемала      | 0 – 0                   | Мексика              | Кубок КОНКАКАФ 2015 - 1-й етап           | -    |          |
| 15-07-2015 | Шарлотт                     | Мексика        | 4 – 4                   | Тринідад і Тобаго    | Кубок КОНКАКАФ 2015 - 1-й етап           | -4   |          |
| 19-07-2015 | Іст-Ратерфорд               | Мексика        | 1 – 0 д.ч.              | Коста-Рика           | Кубок КОНКАКАФ 2015 - чвертьфінал        | -    |          |
| 22-07-2015 | Атланта                     | Панама         | 1 – 2 д.ч.              | Мексика              | Кубок КОНКАКАФ 2015 - півфінал           | -1   |          |
| 26-07-2015 | Філадельфія                 | Ямайка         | 1 – 3                   | Мексика              | Кубок КОНКАКАФ 2015 - Фінал              | -1   |          |
| 28-05-2016 | Іст-Ратерфорд               | Мексика        | 1 – 0                   | Парагвай             | товариський матч                         | -    |          |
| 09-06-2016 | Іст-Ратерфорд               | Мексика        | 2 – 0                   | Ямайка               | Копа Америка 2016 - 1-й етап             | -    |          |
| 18-06-2016 | Санта-Клара                 | Мексика        | 0 – 7                   | Чилі                 | Копа Америка 2016 - чвертьфінал          | -7   |          |
| 02-09-2016 | Сан-Сальвадор               | Сальвадор      | 1 – 3                   | Мексика              | Відбір до ЧС 2018                        | -1   |          |
| 15-11-2016 | Панама                      | Панама         | 0 – 0                   | Мексика              | Відбір до ЧС 2018                        | -    |          |
| 24-03-2017 | Мехіко                      | Мексика        | 2 – 0                   | Коста-Рика           | Відбір до ЧС 2018                        | -    |          |
| 27-05-2017 | Лос-Анджелес                | Мексика        | 1 – 2                   | Хорватія             | товариський матч                         | -2   |          |
| 08-06-2017 | Мехіко                      | Мексика        | 3 – 0                   | Гондурас             | Відбір до ЧС 2018                        | -    | кап.     |
| 11-06-2017 | Мехіко                      | Мексика        | 1 – 1                   | США                  | Відбір до ЧС 2018                        | -1   |          |
| 18-06-2017 | Казань                      | Португалія     | 2 – 2                   | Мексика              | Кубок Конфедерацій                       | -2   |          |
| 24-06-2017 | Казань                      | Мексика        | 2 – 1                   | Росія                | Кубок Конфедерацій                       | -1   |          |
| 29-06-2017 | Сочі                        | Німеччина      | 4 – 1                   | Мексика              | Кубок Конфедерацій                       | -4   |          |
| 02-07-2017 | Москва                      | Португалія     | 2 – 1 д.ч.              | Мексика              | Кубок Конфедерацій                       | -2   |          |
| 01-09-2017 | Мехіко                      | Мексика        | 1 – 0                   | Панама               | Відбір до ЧС 2018                        | -    |          |
| 05-09-2017 | Сан-Хосе                    | Коста-Рика     | 1 – 1                   | Мексика              | Відбір до ЧС 2018                        | -1   |          |
| 10-10-2017 | Сан-Педро-Сула              | Гондурас       | 3 – 2                   | Мексика              | Відбір до ЧС 2018                        | -3   |          |
| 10-11-2017 | Брюссель                    | Бельгія        | 3 – 3                   | Мексика              | товариський матч                         | -3   |          |
| 27-03-2018 | Арлінгтон                   | Мексика        | 0 – 1                   | Хорватія             | товариський матч                         | -1   |          |
| 3-6-2017   | Мехіко                      | Мексика        | 1 – 0                   | Шотландія            | товариський матч                         | -    |          |
| 9-6-2018   | Брондбю                     | Данія          | 2 – 0                   | Мексика              | товариський матч                         | -2   |          |
| 17-6-2018  | Москва                      | Німеччина      | 0 – 1                   | Мексика              | ЧС 2018 - 1-й етап                       | -    |          |
| 23-6-2018  | Ростов-на-Дону              | Південна Корея | 1 – 2                   | Мексика              | ЧС 2018 - 1-й етап                       | -1   |          |
| 27-6-2018  | Москва                      | Мексика        | 0 – 3                   | Швеція               | ЧС 2018 - 1-й етап                       | -3   |          |
| 2-7-2018   | Самара                      | Бразилія       | 2 – 0                   | Мексика              | ЧС 2018 - 1/8 фіналу                     | -2   |          |
| 7-9-2018   | Х'юстон                     | Мексика        | 1 – 4                   | Уругвай              | товариський матч                         | -4   |          |
| 16-11-2018 | Кордова                     | Аргентина      | 2 – 0                   | Мексика              | товариський матч                         | -2   |          |
| 23-3-2019  | Сан-Дієго                   | Мексика        | 3 – 1                   | Чилі                 | товариський матч                         | -1   |          |
| 11-6-2019  | Арлінгтон                   | Мексика        | 3 – 2                   | Еквадор              | товариський матч                         | -2   |          |
| 16-6-2019  | Пасадена (Каліфорнія)       | Мексика        | 7 – 0                   | Куба                 | Кубок КОНКАКАФ 2019 - 1-й етап           | -    |          |
| 19-6-2019  | Денвер                      | Мексика        | 3 – 1                   | Канада               | Кубок КОНКАКАФ 2019 - 1-й етап           | -1   |          |
| 28-6-2019  | Х'юстон                     | Мексика        | 1 – 1 д.ч. (5 – 4 п.п.) | Коста-Рика           | Кубок КОНКАКАФ 2019 - чвертьфінал        | -1   |          |
| 3-7-2019   | Глендейл                    | Гаїті          | 0 – 1 д.ч.              | Мексика              | Кубок КОНКАКАФ 2019 - півфінал           | -    |          |
| 7-7-2019   | Чикаго                      | Мексика        | 1 – 0                   | США                  | Кубок КОНКАКАФ 2019 - Фінал              | -    |          |
| 10-9-2019  | Сан-Антоніо                 | Мексика        | 0 – 4                   | Аргентина            | товариський матч                         | -4   | кап.     |
| 16-11-2019 | Панама                      | Панама         | 0 – 3                   | Мексика              | Ліга націй КОНКАКАФ 2019-2020 - 2-й етап | -    | кап.     |
| Усього     |                             | Матчів         | 109                     |                      | Голів                                    | -115 |          |

## Титули і досягнення
Америка
- Чемпіон Мексики: Клаусура 2005
- Володар Суперкубка Мексики: 2005
- Володар Кубка чемпіонів КОНКАКАФ: 2006
- Переможець Мексиканської Інтерліги: 2008
- Фіналіст Південноамериканського кубка: 2007

 Стандард
- Володар Кубка Бельгії: 2017-18

 Збірна Мексики
- Володар Золотого кубка КОНКАКАФ: 2009, 2011, 2015, 2019, 2023, 2025
- Срібний призер Золотого кубка КОНКАКАФ: 2007
- Бронзовий призер Кубку Америки: 2007
- Бронзовий олімпійський призер: 2020